# Мілбрей (Каліфорнія)
Мілбрей (англ. Millbrae) — місто (англ. city) в США, в окрузі Сан-Матео штату Каліфорнія. Завдяки своєму розташуванню місто входить до Кремнієвої долини. Населення — 21 532 особи (2010).

## Географія
Мілбрей розташований за координатами 37°35′56″ пн. ш. 122°24′7″ зх. д. / 37.59889° пн. ш. 122.40194° зх. д. (37.598970, -122.401991).  За даними Бюро перепису населення США в 2010 році місто мало площу 8,44 км², з яких 8,41 км² — суходіл та 0,03 км² — водойми.

### Клімат
| Клімат : Мілбрей              | Клімат : Мілбрей | Клімат : Мілбрей | Клімат : Мілбрей | Клімат : Мілбрей | Клімат : Мілбрей | Клімат : Мілбрей | Клімат : Мілбрей | Клімат : Мілбрей | Клімат : Мілбрей | Клімат : Мілбрей | Клімат : Мілбрей | Клімат : Мілбрей | Клімат : Мілбрей |
| Показник                      | Січ.             | Лют.             | Бер.             | Квіт.            | Трав.            | Черв.            | Лип.             | Серп.            | Вер.             | Жовт.            | Лист.            | Груд.            | Рік              |
| Абсолютний максимум, °C       | 23,3             | 25,6             | 27,8             | 33,9             | 35,0             | 36,7             | 37,8             | 35,6             | 41,1             | 38,9             | 27,2             | 22,8             | 41,1             |
| Середній максимум, °C         | 14,1             | 15,2             | 16,2             | 17,6             | 18,7             | 20,4             | 22,1             | 22,6             | 23,1             | 21,2             | 16,8             | 13,8             | 18,5             |
| Середній мінімум, °C          | 9,1              | 9,2              | 10,1             | 11,3             | 12,2             | 13,2             | 14,3             | 14,8             | 14,9             | 13,4             | 11,3             | 9,0              | 11,9             |
| Абсолютний мінімум, °C        | 0,0              | −2,8             | 0,6              | 2,8              | 3,3              | 6,7              | 5,6              | 4,4              | 7,2              | 4,4              | −0,6             | −5               | −5               |
| Норма опадів, мм              | 157              | 160              | 109              | 51               | 26               | 5                | 1                | 7                | 9                | 42               | 91               | 157              | 815              |
| ----------------------------- | ---------------- | ---------------- | ---------------- | ---------------- | ---------------- | ---------------- | ---------------- | ---------------- | ---------------- | ---------------- | ---------------- | ---------------- | ---------------- |
| Джерело: "The Weather Channel |                  |                  |                  |                  |                  |                  |                  |                  |                  |                  |                  |                  |                  |

## Демографія
Згідно з переписом 2010 року, у місті мешкали 21 532 особи в 7994 домогосподарствах у складі 5726 родин. Густота населення становила 2552 особи/км².  Було 8372 помешкання (992/км²).
Расовий склад населення:
| - 47,3 % — білих - 42,8 % — азіатів - 1,0 % — вихідців з тихоокеанських островів - 0,8 % — чорних або афроамериканців - 0,2 % — корінних американців - 3,6 % — осіб інших рас |

До двох чи більше рас належало 4,4 %. Частка іспаномовних становила 11,9 % від усіх жителів.
За віковим діапазоном населення розподілялося таким чином: 20,1 % — особи молодші 18 років, 60,2 % — особи у віці 18—64 років, 19,7 % — особи у віці 65 років та старші. Медіана віку мешканця становила 44,8 року. На 100 осіб жіночої статі у місті припадало 90,0 чоловіків;  на 100 жінок у віці від 18 років та старших — 86,7 чоловіків також старших 18 років.
Середній дохід на одне домашнє господарство  становив 118 314 долари США (медіана — 93 777), а середній дохід на одну сім'ю — 133 269 доларів (медіана — 107 466). Медіана доходів становила 75 964 долари для чоловіків та 57 261 долар для жінок. За межею бідності перебувало 6,5 % осіб, у тому числі 8,6 % дітей у віці до 18 років та 7,8 % осіб у віці 65 років та старших.
Цивільне працевлаштоване населення становило 10 844 особи. Основні галузі зайнятості: освіта, охорона здоров'я та соціальна допомога — 22,6 %, науковці, спеціалісти, менеджери — 15,3 %, роздрібна торгівля — 9,7 %, мистецтво, розваги та відпочинок — 9,1 %.